# رقابت برون‌گونه‌ای

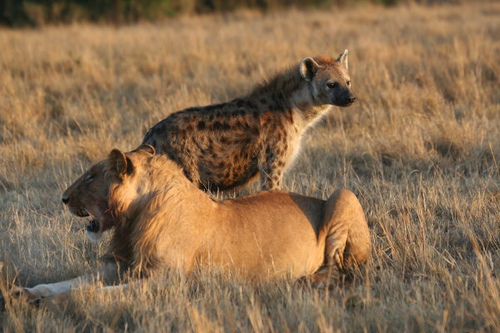
شیر نر نیمه‌بالغ و کفتار خال‌دار در ماسایی مارا. دو گونه از یک کنام بهره می‌برند. پس با هم در رقابت هم هستند.

رقابت برون گونه‌ای در بوم‌شناسی، به شیوه‌ای از رقابت گفته می‌شود که در آن دو یا چند گونه با یکدیگر بر سر یک منبع حیاتی (برای نمونه: خوراک یا جایی برای زیستن) با هم رقابت می‌کنند. نوع دیگر رقابت، رقابت درون‌گونه‌ای می‌باشد که در درون یک گونه رقابت پدید می‌آید.